# Monts Métallifères (Italie)
Pour les articles homonymes, voir Monts Métallifères.
Les monts Métallifères (en italien : Colline Metallifere [kol-ˈli:nə metal-ˈli:ferə]) sont un territoire italien constitué des collines les plus extrêmes du massif des Apennins toscans.
Elles s'étendent de la partie centre-ouest de la Toscane sur quatre de ses provinces : la partie sud-est de la province de Livourne, la partie sud de la province de Pise, la partie sud-ouest de la province de Sienne et la partie nord-ouest de la province de Grosseto (Colline Metallifere grossetane).

## Toponymie
Leur dénomination provient de la richesse de leurs gisements de minerais.

## Géographie

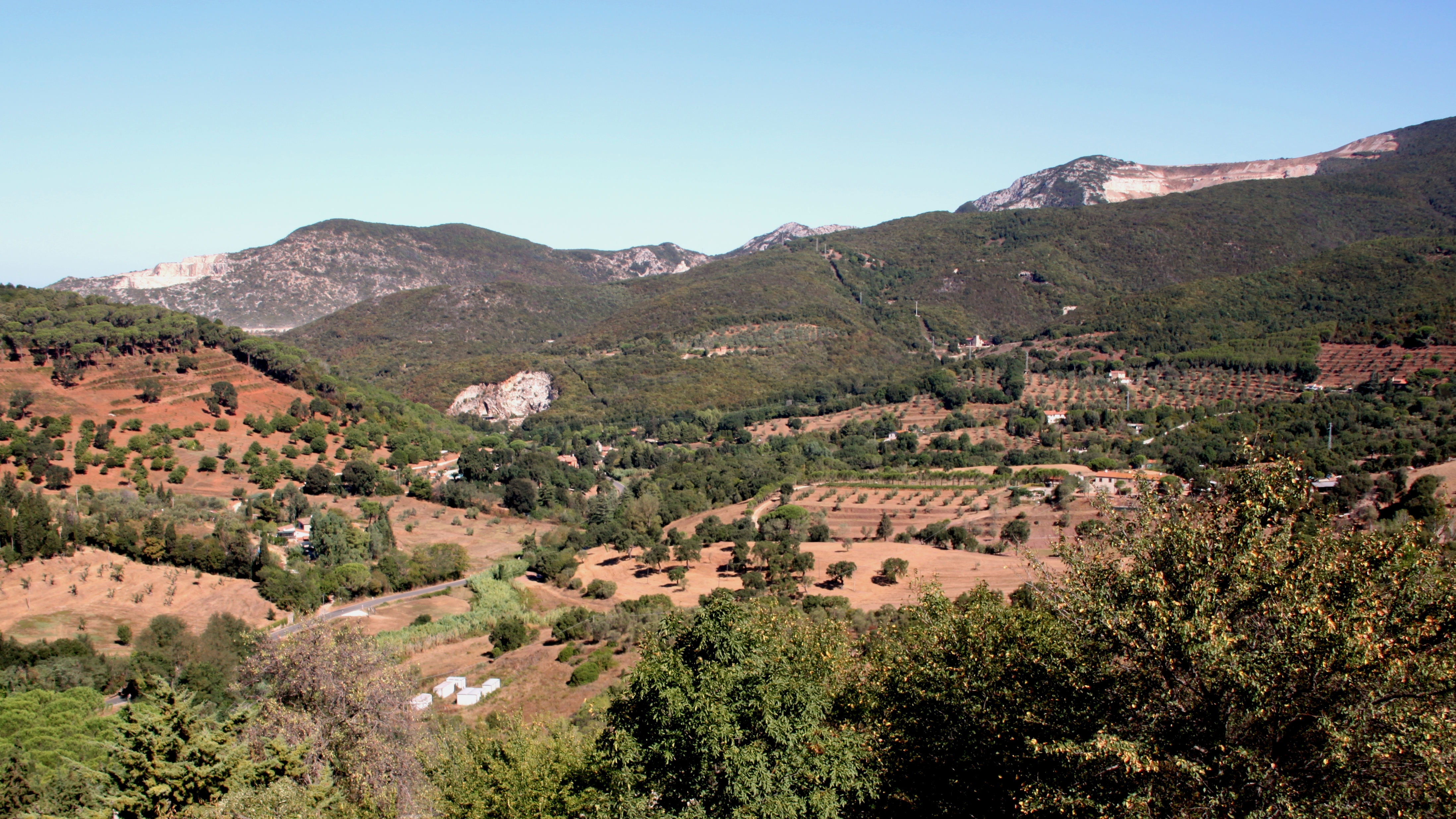
Vue des monts Métallifères depuis Campiglia Marittima

Le territoire, excepté les sommets de Poggio di Montieri et des Cornate di Gerfalco qui dépassent de peu les 1 000 mètres, reste principalement collinaire, extrêmement riche dans le sous-sol de ressources minières de divers types, et de sources d'énergie géothermique, en province de Pise et de Grosseto, qui se manifeste sous forme d'émanations sulfureuses (soffioni boraciferi).

### Communes
- Sassetta, Campiglia Marittima et Suvereto en province de Livourne
- Monteverdi Marittimo, Pomarance et Castelnuovo di Val di Cecina en province de Pise
- Radicondoli et Chiusdino en province de Sienne
- Monterotondo Marittimo, Montieri, Roccastrada, Massa Marittima, Gavorrano, Scarlino et la partie nord de Castiglione della Pescaia en province de  Grosseto

## Histoire
L'exploitation des gisements de minerais commence dès les Étrusques et perdure jusqu'au XIXe siècle, avant de décliner après la Seconde Guerre mondiale, ce qui a eu pour conséquence la fermeture des réseaux ferrés qui quadrillaient la région.

## Activités

### LeParco Tecnologico Archeologico delle Colline Metallifere Grossetane
Il a été constitué par le ministère de l'environnement italien (Ministero dell'Ambiente) qui nomma son président, le ministre des biens et activités culturelles   (Ministero dei Beni e le Attività Culturali), la région Toscane, la province de  Grosseto, la Comunità Montana Colline Metallifere et les sept administrations communales de Follonica, Gavorrano, Massa Marittima, Montieri, Monterotondo Marittimo, Roccastrada et Scarlino, pour la conservation et  valorisation des patrimoines, naturel, historique, scientifique et industriel et leur promotion dans un contexte touristico-culturel, avec dans chacune des villes, une  Porta del Parco, un accueil informatif au sein d'un centre de documentation professionnel et universitaire.

## Sources
- (it) Cet article est partiellement ou en totalité issu de l’article de Wikipédia en italien intitulé « Colline Metallifere » (voir la liste des auteurs).